# Принсесс-Анн
Принсесс-Анн (англ. Princess Anne) — город и административный центр округа Сомерсет в штате Мэриленд в Соединённых Штатах Америки.
Согласно данным переписи населения США 2020 года число жителей города 
составляло 3446 человек, что заметно больше, чем было во время предыдущей переписи (3290).

## История

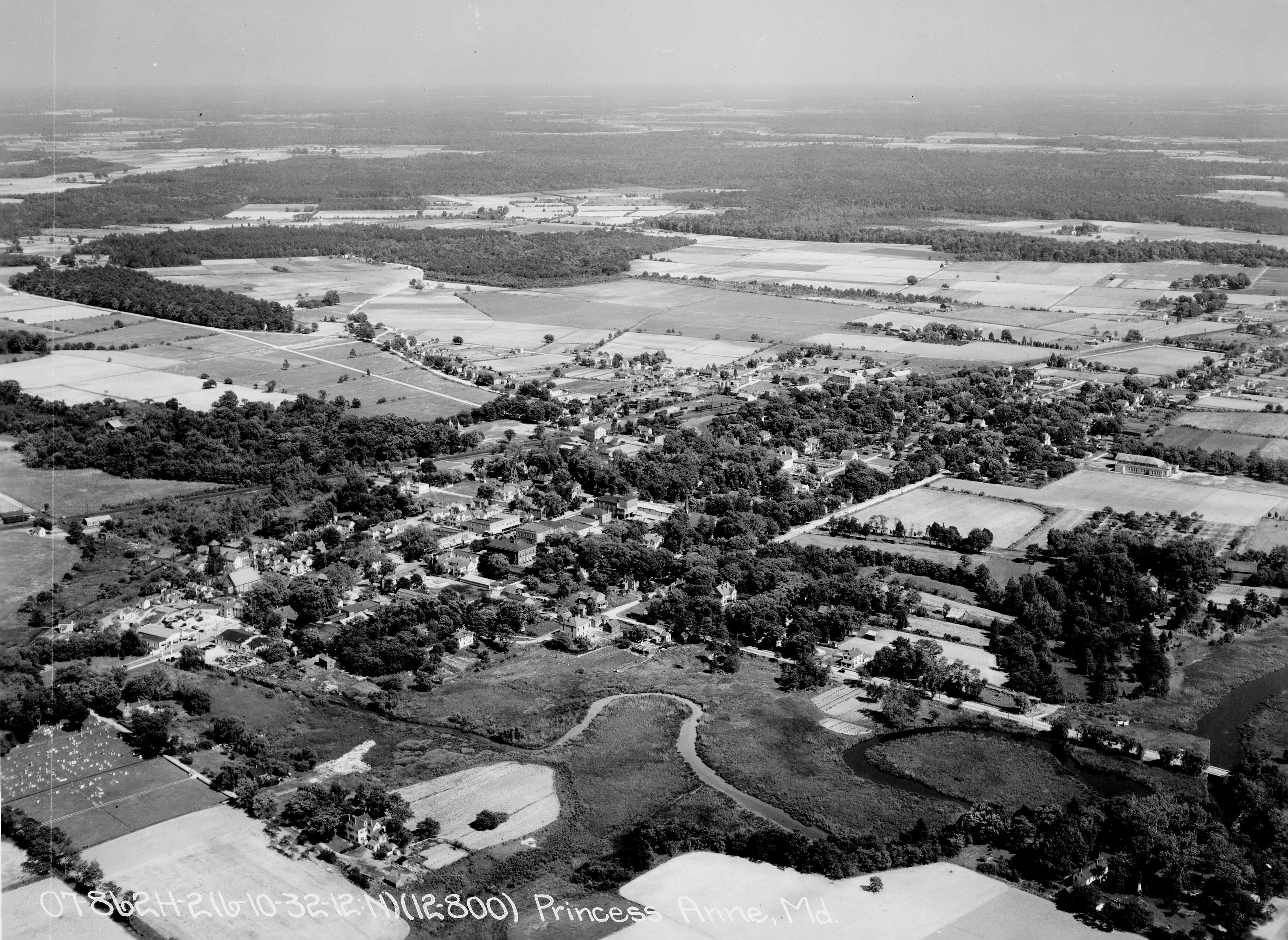
Принсесс-Анн

Поселение было основано в 1733 году и было названо в честь королевской принцессы и принцессы Оранской Анны Ганноверской.
Значительная часть городского архитектурного наследия была сохранена. Исторический район площадью около 150 акров (0,6 км2) старого города включающих около трёхсот зданий и сооружений занесены в Национальный реестр исторических мест США.

## География
Согласно данным Бюро переписи населения США, город имеет общую площадь 1,69 квадратных миль (4,38 км2), из которых 1,67 квадратных миль (4,33 км2) — суша, а 0,02 квадратных миль (0,05 км2) — водная поверхность.

## Климат
Климат в этой области характеризуется горячим, влажным летом и, как правило, умеренной прохладной зимой. Согласно системе классификации климата Кёппена, в этом районе влажный субтропический климат, который обозначается на климатических картах буквами «Cfa». 
Местный климат характеризуется горячими и влажными периодами летом, но их часто разбиваются холодными фронтами с севера, предлагая несколько дней легких температур и более низкой влажности. Зимы относительно мягкие по сравнению с районами на севере и северо-западе, но холодные волны нередко приносят минусовые температуры. Из -за воздействия Атлантического океана поблизости среднее количество снега варьируются в среднем диапазоне от 5 до 10 дюймов. Изредка могут происходить и более значительные снегопады, например, в 2018 году в регионе выпало 10-15 дюймов снега. Тропические штормы летом и осенью иногда доходят до этих мест.